# Нжанка, Пьер
Пьер Нжанка (англ. Pierre Djaka Njanka-Beyaka; род. 15 марта 1975[…], Дуала) — камерунский футболист, защитника. Выступал за сборную Камеруна.

## Клубная карьера
В 1993 году играл за камерунский клуб «Тигре Дуала», в 1994 — «Раил Дуала». С 1995 по 1998 Пьер Нжанка играл за клуб за «Олимпик Мволе». В 1999 году уехал из Камеруна и играл в швейцарском клубе «Ксамакс». Затем с 2000 по 2003 годы выступал за французский «Страсбур». С 2003 по 2005 годы продолжил карьеру в «Седане». Сезон 2005/06 провёл в «Истре». После чего покинул Францию и сезон 2006/07 провёл в тунисском «Клуб Африкэн». Следующий футбольный сезон (2008/09) он отыграл за саудовскую «Аль-Вахду». В возрасте 33 лет он переезжает в Индонезию, где по сезону играет за клубы «Персия Джакарта», «Арема», «Асех Юнайтед», «Митра Кукар» и «Бали Юнайтед».
В 2014 году завершил карьеру.

## Игры за сборную
Пьер Нжанка играл за сборную Камеруна с 1998 по 2004 и сыграл в общей сложности 37 матчей и забил 2 гола.

## Достижения
Клубные
- Победитель Кубка Франции 2000/01 в составе «Страсбура»;
- Чемпион Индонезии 2009/10 в составе «Аремы»;
- Финалист Кубка Франции 2004/05 в составе «Седана»;
- Финалист Кубка Туниса 2005/06 в составе «Клуб Африкэн»;

В сборной
- Победитель Кубка африканских наций 2000 года;
- Финалист Кубка конфедераций 2003 года;